# Borovje
Borovje je zagrebačko gradsko naselje (kvart) koje se nalazi sjeverno od rijeke Save. Graniči s naseljima Folnegovićevo naselje (Folka) na sjeveru, na jugu s Novim Zagrebom, tj. sa Zapruđem, na istoku s naseljem Savica – Šanci i na zapadu s Trnjanskom Savicom. 
Izgradnjom Borovja pokušava se približiti gradska naselja području rijeke Save.

## Zemljopisni položaj
Smješteno uz rijeku Savu i obuhvaća područje od Avenije Marina Držića (sa zapadne strane), Miševečka ulice (s južne strane), Ul. Bože i Nikole Bionde (s istočne strane) te Ul. 1. gardijske brigade Tigrova (sa sjeverne strane). Borovje je pokraj Mosta mladosti, između Folnegovićevog naselja, Držićeve avenije, rijeke Save i naselja Savica – Šanci.

## Upravna organizacija
Administrativno se nalazi u gradskoj četvrti Peščenica – Žitnjak, pripada mjesnom odboru Savica – Šanci.
Borovje pripada župi Rođenja Marijina koja se nalazi u susjednom zagrebačkom naselju Savica – Šanci.

## Povijest i znamenitosti
Nakon izgradnje nasipa 1971. godine, povukao se rukavac Savica, koji je danas istočno od Borovja. Rukavac je još 1980-ih dopirao do mjesta gdje je nastalo današnje Borovje. Borovje je također nastalo na mjestu bivšeg pristupa Držićeve avenije nekadašnjem Jakuševačkom mostu.
Nadnevak početka gradnje naselja Borovje je 16. rujna 1987. godine. Prvi građeni objekt bio je magistralni vrelovod na lokaciji gdje je bio višegodišnji deponij kanalizacije zbog čega se temeljito pripremalo zemljište. Kamen temeljac za prvu zgradu budućeg naselja Borovje postavljen je 26. svibnja 1989. na sjevernoj obali Save, nedaleko od Držićeve avenije. Prve dvije zgrade podignute su u dva mjeseca. Od 1992. do 2000. podignut je najveći dio naselja. Za poddijelove naselja, Borovje – Tigrovi (prvu nagradu na natječaju dobili Ivona Jerković, Damir Petric, Hrvoje Vidović i Tomislav Vreš) i Borovje – Savice (prvu nagradu na natječaju dobili Ivan Mucko i Jasna Juraić Mucko) natječaj je proveden 2006. godine.
Izgradnjom stambenih objekata naselje se planski zatvara. Borovje je i 2020. naselje u izgradnji. 
Znamenitosti:
Kružni tok (trg) Univerzijade 87' 
Ostatci crvenog mosta

## Sadržaji
U naselju se nalazi osnovna škola Borovje, koja je osnovana 2005. godine kada se odvojila od osnovne škole Lovre pl. Matačića koja se nalazi u Folnegovićevom naselju. 
U Borovju se nalazi i dom zdravlja u sklopu kojeg se nalazi poliklinika za športsku medicinu, ljekarna, trgovine, uslužni objekti, dječji parkovi, dječja igraonica, benzinska stanica i drugi sadržaji, u bližem okruženju nalazi se i dječji vrtić, športski centar Chromos na Trnjanskoj Savici, crkva u Savici – Šanci, džamija u Folnegovićevom naselju.
Borovje je dobro povezano s ostatkom grada, kroz Borovje prolazi autobus i tramvaj. 
Dosta stanova su prije dobili hrvatski branitelji, invalidi Domovinskog rata, udovice i majke poginulih.
Planirano je i jezero s otočićem u središtu stambenog poteza, mreža podzemnih garaža povezanih podzemnom ulicom, sustav pješačkih staza i središnja kolno-pješačka površina.